# Günter Geiermann
Günter Geiermann (* 1. April 1938 in Trier; † 20. August 2013 in München) war ein deutscher Schauspieler.

## Leben
Geiermann studierte Schauspiel an der Akademie in Saarbrücken. Nach diversen Nebenrollen in deutschen Sexfilmen (1971 bis 1974), Episodenrollen in unterschiedlichen Fernsehserien (Derrick, Der Kommissar, Der Alte) und Engagements als Bühnenschauspieler (u. a. Bern) wurde er hauptsächlich als Werbefigur „Herr Kaiser“ der Hamburg-Mannheimer-Versicherung bekannt, die er von 1972 bis 1990 in der Fernsehwerbung spielte. In der Sendung Stuckrad Late Night hatte Geiermann seit 2012 eine kleine Nebenrolle als Gottschalk Live-Fragenbringer.
1967 zog Geiermann nach München. Dort lebte er aufgrund nach eigenen Angaben mangelnder Vorsorge zuletzt in ärmlichen Verhältnissen von einer monatlichen Rente von 700 Euro.
In München starb er am 20. August 2013.

## Filmografie (Auswahl)
- 1971: Erotik im Beruf – Was jeder Personalchef gern verschweigt
- 1971: Hausfrauen-Report
- 1971: Schulmädchen-Report. 3. Teil: Was Eltern nicht mal ahnen
- 1971: Paragraph 218 – Wir haben abgetrieben, Herr Staatsanwalt
- 1972: Hausfrauen-Report 3. Teil
- 1972: Lehrmädchen-Report
- 1973: Laß jucken, Kumpel 3. Teil – Maloche, Bier und Bett
- 1974: Tatort: Zweikampf – Regie: Wolfgang Becker
- 1974: Zwei himmlische Dickschädel
- 1979: Die Totenschmecker
- 1980: Primel macht ihr Haus verrückt
- 1981: Der Alte: Urlaub aus dem Knast – Regie: Dietrich Haugk
- 1982: Wer spinnt denn da, Herr Doktor?
- 1984: Heimat – Eine deutsche Chronik: Die Mitte der Welt – Regie: Edgar Reitz
- 1986: Kein Alibi für eine Leiche
- 1987: Die Krimistunde (Fernsehserie, Folge 27, Episode: "Ein glückliches Opfer")
- 1993: Forsthaus Falkenau – Fernsehserie (Alte Freunde)
- 1998: Unter uns (Fernsehserie, Folge 978)

## Hörspiele
- 1965: Gustave Flaubert: Die Legende von St. Julian dem Gastfreien – Regie: Günter Bommert (Hörspiel – SR)